# Piatto splash
Il piatto splash è un piatto utilizzato in una batteria o in un set di percussioni. È il più piccolo fra i tipi di piatti comuni, da 6 a 12 pollici e il suo spessore è minimo. Si caratterizza per un suono acuto di breve durata e si usa per accenti rapidi, spesso molto sincopati, che non necessitano di un volume elevato.
Questo piatto vede una grande diffusione nei generi jazz-fusion, mentre è meno congeniale agli stili Rock e derivati, fatta eccezione per le ramificazioni del progressive (Mike Portnoy, batterista dei Dream Theater, ha integrato nei suoi set un massiccio numero di questo tipo di piatti).
Il primo batterista a rendere questo piatto parte integrante del proprio stile è stato Omar Hakim (Jazz/Fusion/Pop).